# (35681) 1999 BC2
1999 بي سي 2 (ويعرف أيضًا باسم (35681) 1999 بي سي 2 وفق تسمية الكوكب الصغير) (بالإنجليزية: 1999 BC2)‏ هو كويكب ضمن حزام الكويكبات؛ وترتيبه 35681 من حيث الاكتشاف.
اكتُشف هذا الجُرم الفلكي بواسطة تاكيشي أوراتا ‏ في 16 يناير 1999.

## وصلات خارجية
- (35681) 1999 BC2 في قاعدة بيانات مختبر الدفع النفاث لأجرام النظام الشمسي الصغيرة

- الاكتشاف · مخطط المدار ·  العناصر المدارية · المعلمات المادية

- (35681) 1999 BC2 على موقع ويكي سكاي: DSS2, SDSS, GALEX, IRAS, Hydrogen α, X-Ray, Astrophoto, Sky Map, Articles and images